# ایست داندی (ایلینوی)
ایست داندی (به انگلیسی: East Dundee) یک روستا در ایالات متحده آمریکا است که در ایلینوی واقع شده‌است. ایست داندی ۷٫۷۹ کیلومتر مربع مساحت و ۲٬۸۶۰ نفر جمعیت دارد.